# 麥金托什 (新墨西哥州)
麥金托什（英語：McIntosh）是位於美國新墨西哥州托蘭斯縣的普查規定居民點。

## 人口
根據2020年美國人口普查的數據，麥金托什的面積為60.32平方千米，皆為陸地。當地共有人口1395人，而人口密度為每平方千米23.13人。